# Hieromènia
La hieromènia (en grec antic: ἱερομηνία, 'temps sagrat del mes') era el nom del moment de cada mes en què començaven les festes sagrades a l'antiga Grècia, durant el qual els estats estaven obligats a suspendre totes les accions hostils i bèl·liques.
Era part de la llei internacional a Grècia que les guerres s'havien d'aturar durant la celebració d'aquestos festivals, a fi i efecte que els habitants dels llocs on se celebraven poguessin anar i retornar sans i estalvis. Les hieromènies de les quatre grans festes nacionals eren les més importants, i incloïen un temps anterior i posterior a la seva celebració. Uns heralds especials, anomenats espondòfors (σπονδοφόροι 'portadors de treves'), viatjaven per tot Grècia anunciant les treves, i avisaven que se suspenien totes les hostilitats. Pels Grans Misteris, per exemple, s'establia una treva de cinquanta-cinc dies, per donar temps a tothom per assistir i tornar al seu lloc d'origen. Tot i això, hi ha referències sobre el trencament d'aquestes treves i les formes de càstig establertes. A tall d'exemple, l'any 420 aC, els espartans van ser exclosos dels Jocs Olímpics perquè no havien pagat la multa imposada quan van envair Lèpreon, a l'Èlida. Esparta va protestar en va, al·legant que els heralds no havien pregonat la hieromènia ni les treves.